# Братислав Љубишић
Братислав Бата Љубишић (Ниш, 9. јун 1942 — Београд, 16. децембар 2014) био је југословенски и српски ликовни критичар и драматург.

## Биографија
Рођен је 9. јуна 1942. године у Нишу, у коме је завршио основну школу и гимназију "Стеван Сремац" (матурирао 1961), а факултетско образовање стекао на Филозофском факултету у Београду - дипломирао историју уметности 1966. godine. Почев од 1967. пише радио драме, а написао их је више од тридесет.
Године 1988. је у Београду покренуо часопис Ликовни живот, чији је био и уредник. Био је уметнички директор галерије Стара капетанија на Земунском кеју и уредник Редакције за културу Другог програма Радио Београда.
Написао је и режирао и радио драму Пронађене ствари - живот и дело Милана Кашанина, у продукцији Драмског програма Радио Београда, 1992. године.
Добитник је Националног признања за врхунски допринос култури. На радију се оглашавао у емисији „Културни кругови“ и после пензионисања. Био је члан Међународног удружења ликовних критичара и аутор књига „Плава линија трајања“, „Ликовни живот 011“ и „Ликовна колонија Сићево“.
Био је добитник националне пензије за културу 2013.
Умро је у Београду, 16. децембра 2014. Кремиран је у петак, 19. децембра, у 10.30, на Новом гробљу, а комеморација је одржана у среду, 24. децембра, у 12.00, у Каменој сали Радио Београда.